# Ilie Oanță
Ilie Oanță (Bucarest, 17 de noviembre de 1950) es un deportista rumano que compitió en remo. Ganó una medalla de plata en el Campeonato Mundial de Remo de 1974 y una medalla de oro en el Campeonato Europeo de Remo de 1973.

## Palmarés internacional
| Campeonato Mundial | Campeonato Mundial | Campeonato Mundial | Campeonato Mundial |
| Año                | Lugar              | Medalla            | Prueba             |
| ------------------ | ------------------ | ------------------ | ------------------ |
| 1974               | Lucerna (Suiza)    | Medalla de plata   | Dos sin timonel    |
| Campeonato Europeo |                    |                    |                    |
| Año                | Lugar              | Medalla            | Prueba             |
| 1973               | Moscú (URSS)       | Medalla de oro     | Dos sin timonel    |